# 조선민주주의인민공화국의 공훈배우
공훈배우(功勳俳優)는 조선민주주의인민공화국에서 예술인에게 수여하는 명예 칭호로, 이 분야 최고의 칭호인 인민배우보다 한 단계 아래이다. 남한의 공무원 직급과 비교하면 인민배우는 차관급(조선민주주의인민공화국 내각의 부상), 공훈배우는 부장급(조선민주주의인민공화국 내각의 국장)의 수준인 것으로 알려져 있다. 
문화어에서는 ‘배우’라는 단어의 쓰임새가 표준어보다 넓기 때문에, 영화와 연극뿐 아니라 음악, 무용, 교예, 마술 등 무대 예술 전반에서 공훈을 세운 예술가에게 훈장과 함께 수여된다. 수여 주체는 최고인민회의 상임위원회이다.
인민배우, 공훈예술가 칭호와 함께 1952년 〈인민배우, 공훈배우, 공훈예술가 칭호를 제정함에 관하여〉라는 최고인민회의 상임위원회 정령으로 제정되었으며, 한국 전쟁 중 선무 위문 공연으로 적극 참전하고 《빨치산 처녀》(1952) 등 조선민주주의인민공화국에서 인정 받는 사회주의적 사실주의 영화에 많이 출연한 영화 배우 문예봉에게 그해 수여된 것이 최초의 수여 기록이다.

## 같이 보기
- 조선민주주의인민공화국의 인민배우
- 조선민주주의인민공화국의 인민예술가
- 조선민주주의인민공화국의 공훈예술가

## 참고자료
- 디지털 북한 백과사전 - 공훈배우
- 《조선중앙통신》 (2003.5.22) 조선영화의 력사적 인물 － 문예봉